# Estados Unidos nos Jogos Olímpicos de Inverno da Juventude de 2016
Os Estados Unidos participarão dos Jogos Olímpicos de Inverno da Juventude de 2016, a serem realizados em Lillehammer, na Noruega com 62 atletas em 15 esportes, ou seja, todos as modalidades no programa.

## Biatlo

### Feminino
Chloe Levins

Amanda Kautzer

### Masculino
Vasek Cervenka

Eli Nielsen

## Bobsleigh

### Masculino
Samuel Beach

## Combinado Nórdico

### Masculino
Ben Loomis

## Curling

### Equipe mista
Luc Violette

Ben Richardson

Cora Farrell

Cait Flannery

## Esqui Alpino

### Feminino
Keely Cashman

### Masculino
River Radamus

## Esqui cross-country

### Feminino
Hannah Halvorsen

### Masculino
Hunter Wonders

## Esqui estilo livre

### Feminino

#### Ski Cross
Abigail Zagnoli

#### Halfpipe
Paula Cooper

#### Slopestyle
Nikita Rubocki

### Masculino

#### Ski Cross
Russell Malm

#### Halfpipe
Birk Irving

#### Slopestyle
Alex Hall

## Hóquei no Gelo

### Masculino

#### Torneio por equipes
Jack DeBoer

Drew DeRidder

Ty Emberson

Jonathan Gruden

Christian Krygier

Will MacKinnon

Erik Middendorf

Jacob Pivonka

Adam Samuelsson

Mattias Samuelsson

Ryan Savage

Todd Scott

Jacob Semik

Oliver Wahlstrom

TJ Walsh

Tyler Weiss

## Luge

### Individual feminino
Ashley Farquharson

### Individual masculino
Justin Taylor

### Duplas masculino
Duncan Biles

Alanson Owen

## Patinação artística

### Feminino
Vanna Giang

### Masculino
Camden Pulkinen

### Dança no Gelo
Logan Bye

Chloe Lewis

### Pares
Joseph Goodpaster

Sarah Rose

## Patinação de velocidade

### Masculino
Austin Kleba

## Patinação de velocidade em pista curta

### Feminino
April Shin

### Masculino
Aaron Heo

## Saltos de Esqui

### Feminino
Logan Sankey

### Masculino
Casey Larson

## Snowboard

### Feminino

#### Snowboard Cross
Shannon Maguire

#### Halfpipe
Chloe Kim

#### Slopestyle
Hailey Langland

### Masculino

#### Snowboard Cross
Jake Vedder

#### Halfpipe
Jake Pates

#### Slopestyle
Nik Baden

## Skeleton

### Feminino
Rebecca Hass

Kalyn McGuire

### Masculino
Kindrick Carter

Mitchell Jones